# Jan Veselý (basket-ball)
Pour les articles homonymes, voir Veselý.
Jan Veselý est un joueur tchèque de basket-ball né le 24 avril 1990 à Ostrava. Veselý mesure 2,10 m et évolue au poste d'ailier fort.
Après un début de carrière en Europe, à Ljubljana puis Belgrade, il est sélectionné au sixième rang de la draft 2011 par les Wizards de Washington. Il n'arrive pas à s'imposer en NBA et revient jouer en Europe en 2014.

## Biographie
Veselý rejoint le Partizan Belgrade en 2008. Il devient titulaire de l'équipe qui réalise deux très bonnes saisons en Euroligue, atteignant le Final Four lors de la saison 2009-2010.
Le 14 février 2011, il est désigné meilleur espoir européen de l'année 2010 par la FIBA Europe. Le titre féminin est décerné à la Slovène Nika Barič. En avril, il termine 3e dans le vote du meilleur jeune joueur d'Euroligue (derrière Nikola Mirotić et Víctor Claver).
Il est sélectionné en sixième position de la draft 2011 par les Wizards de Washington. Il devient ainsi le premier joueur tchèque sélectionné lors d'une draft de la NBA.
Le 20 février 2014, il est transféré aux Nuggets de Denver lors d'un échange avec les Sixers et les Wizards.
Peu utilisé en NBA, Veselý décide de revenir en Europe et signe, en août 2014, un contrat de deux ans avec le Fenerbahçe Ülker, club de première division turque.
Blessé au tendon d'Achille en mars 2016, Veselý manque la fin de la saison, en particulier les playoffs de l'Euroligue pour lesquels Fenerbahçe est déjà qualifié. Le Fenerbahçe remporte la compétition.
Le Fenerbahçe atteint la finale de l'Euroligue 2017-2018 et Veselý est nommé dans le meilleur cinq de la compétition.
Lors de la saison 2018-2019 de l'Euroligue, le Fenerbahçe atteint de nouveau le Final Four mais est battu en demi-finale par son rival stambouliote de l'Anadolu Efes. Veselý est nommé meilleur joueur de la saison régulière.
En juillet 2022, Veselý rejoint pour trois saisons le FC Barcelone.